# Bonar Colleano
Bonar Colleano, nato Bonar Sullivan (New York, 14 marzo 1924 – Birkenhead, 18 agosto 1958), è stato un attore statunitense.

## Biografia
Nativo di New York, durante l'infanzia ebbe esperienze circensi con il Ringling Brothers Circus nonché nel circo dove lavoravano i suoi familiari, artisti di origine australiana, tra i quali Con Colleano, che egli seguì quando nel 1936 si trasferirono in Gran Bretagna per esibirsi al London Palladium. Per diversi anni fece esperienza nel music-hall e, allo scoppio della seconda guerra mondiale, si dedicò a spettacoli di intrattenimento per le truppe in Gran Bretagna, non essendo stato convocato per il servizio militare da nessuna nazione.
Il primo ruolo importante di Colleano sul grande schermo giunse nel 1945 con il popolare dramma bellico The Way to the Stars, in cui interpretò un soldato americano. Analoghi ruoli gli furono affidati in Delitto nella notte (1946), Scala al paradiso (1946) e While the Sun Shines (1947). In seguito impersonò un italiano nella commedia musicale One Night with You (1948), cui fecero seguito Ragazze perdute (1948) e Vagone letto per Trieste (1948), prima di ottenere un ruolo da protagonista in Once a Jolly Swagman (1949), accanto a Dirk Bogarde.
La carriera di Colleano decollò quando gli fu affidato il ruolo di Stanley Kowalski nella produzione teatrale inglese originale di Un tram che si chiama desiderio presso l'Aldwych Theatre di Londra, con la regia di Laurence Olivier e con Vivien Leigh quale protagonista femminile. Il successo gli fece ottenere ruoli cinematografici più consistenti, come nel film Passaporto per l'oriente (1951) e gli consentì un ritorno negli Stati Uniti per recitare nel film bellico Otto uomini di ferro (1952), diretto da Edward Dmytryk e prodotto da Stanley Kramer. Rientrò in Gran Bretagna per recitare accanto a Diana Dors nella commedia È necessaria la luna di miele? (1953), dopodiché Hollywood gli offrì nuovamente un'opportunità con un ruolo di coprotagonista, accanto a Lana Turner e Carlos Thompson, nel melodramma La fiamma e la carne (1954), girato in Inghilterra e in Italia.
Successivamente Colleano tornò ai film di produzione britannica e apparve in The Sea Shall Not Have Them (1954), La legione dell'inferno (1955) e Zarak Khan (1956), quest'ultimo prodotto dalla Warwick Films, casa produttrice che impiegò l'attore anche in International Police (1957) e Non c'è tempo per morire (1958), entrambi accanto a Victor Mature, Fuoco nella stiva (1957), pellicola di avventura in cui Colleano interpretò il soldato che assiste Jack Lemmon, rimasto intrappolato in una nave da carico che trasporta materiale esplosivo, e Oltre il confine (1958).
Nel 1946 sposò l'attrice Tamara Lees, da cui divorziò nel 1951. La sua seconda moglie fu l'attrice Susan Shaw, con cui recitò nel film Città in agguato (1951), e dalla quale nel 1955 ebbe un figlio, Mark, divenuto attore. Da una precedente relazione, Colleano ebbe un altro figlio, Robbie McIntosh, futuro batterista del gruppo musicale scozzese Average White Band.
Colleano morì tragicamente nel 1958, all'età di 34 anni, mentre era di ritorno da una rappresentazione della commedia teatrale Will Success Spoil Rock Hunter? al New Shakespeare Theatre di Liverpool. Alla guida della propria auto sportiva (una Jaguar XK140), l'attore si schiantò poco dopo aver superato il Queensway Tunnel verso Birkenhead. Il suo passeggero, il collega e amico attore Michael Balfour, rimasto gravemente ferito, sopravvisse all'incidente.

## Filmografia parziale
- The Way to the Stars, regia di Anthony Asquith (1945)
- Un delitto nella notte (Wanted for Murder), regia di Lawrence Huntington (1946)
- Scala al paradiso (A Matter of Life and Death), regia di Michael Powell ed Emeric Pressburger (1946)
- One Night with You, regia di Terence Young (1948)
- Atterraggio forzato (Broken Journey), regia di Ken Annakin e Michael C. Chorlton (1948)
- Ragazze perdute (Good-Time Girl), regia di David MacDonald (1948)
- Vagone letto per Trieste (Sleeping Car to Trieste), regia di John Paddy Carstairs (1948)
- Cristo fra i muratori (Give Us this Day), regia di Edward Dmytryk (1949)
- Ragazze inquiete (Dance Hall), regia di Charles Crichton (1950)
- Città in agguato (Pool of London), regia di Basil Dearden (1951)
- Passaporto per l'oriente (A Tale of Five Cities), regia di Montgomery Tully (1951)
- Otto uomini di ferro (Eight Iron Men), regia di Edward Dmytryk (1952)
- È necessaria la luna di miele? (Is Your Honeymoon Really Necessary), regia di Maurice Elvey (1953)
- La fiamma e la carne (Flame and the Flesh), regia di Richard Brooks (1954)
- The Sea Shall Not Have Them, regia di Lewis Gilbert (1954)
- La legione dell'inferno (Joe MacBeth), regia di Ken Hughes (1955)
- Zarak Khan (Zarak), regia di Terence Young (1956)
- International Police (Interpol), regia di John Gilling (1957)
- Fuoco nella stiva (Fire Down Below), regia di Robert Parrish (1957)
- Non c'è tempo per morire (Tank Force!), regia di Terence Young (1958)
- Oltre il confine (The Man Inside), regia di John Gilling (1958)

## Doppiatori italiani
- Gianfranco Bellini in Fuoco nella stiva
- Renato Turi in Zarak Khan